# Motorcycle Hall of Fame

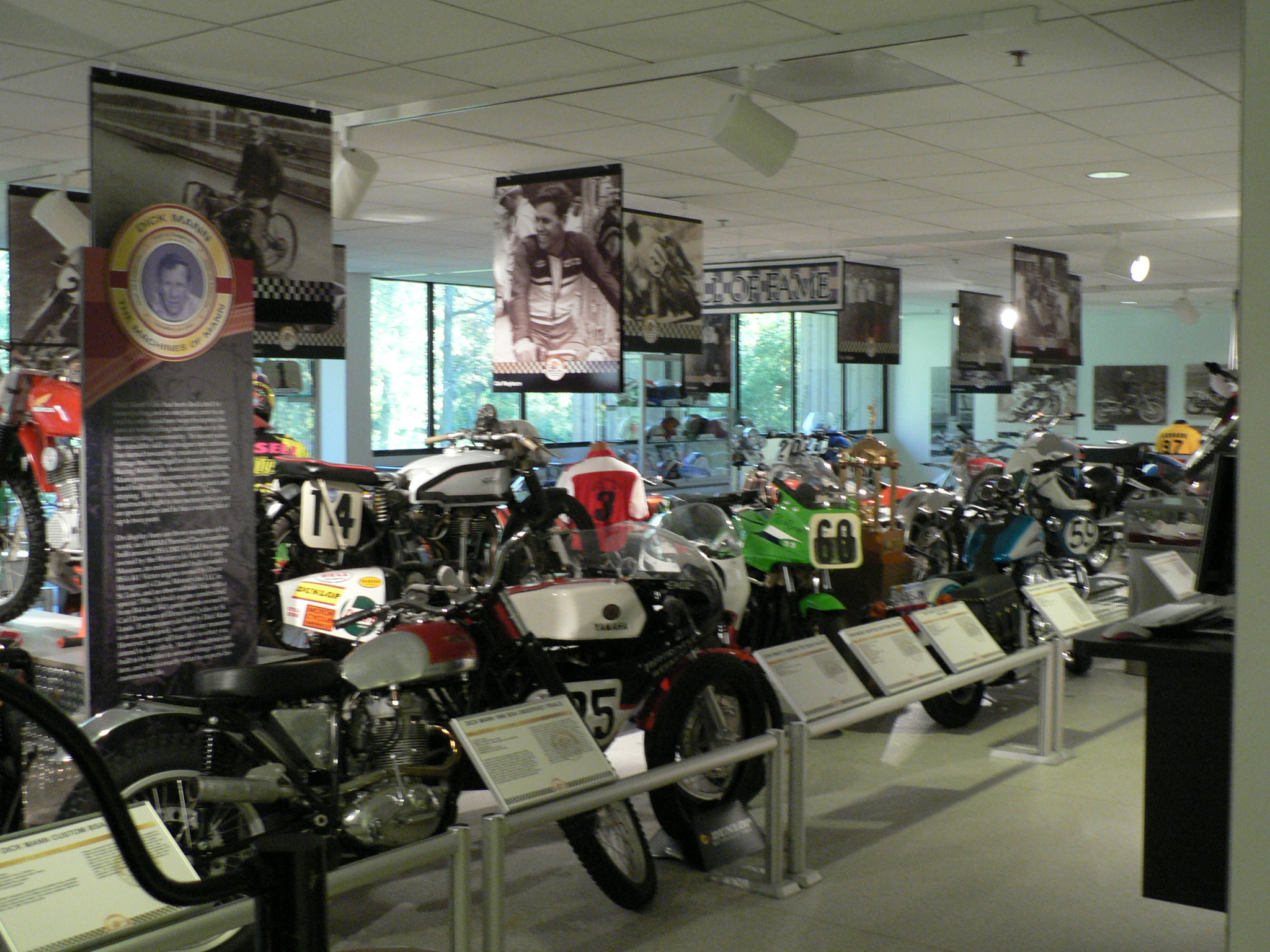
Das Erdgeschoss der Motorcycle Hall of Fame

Die Motorcycle Hall of Fame ist eine von der AMA betriebene Ruhmeshalle des Motorradsports in Pickerington, einem Vorort von Columbus, Ohio.
In der Hall of Fame werden Personen geehrt, die sich in technischen, sportlichen oder geschäftlichen Bereichen um den Motorrad-Straßen- oder Geländerennsport verdient gemacht haben. In den Räumen der Hall of Fame ist auch ein Museum untergebracht, in dem Motorräder und Gegenstände aus dem Umfeld des Rennsports ausgestellt werden.